# Galium jemense
Galium jemense là một loài thực vật có hoa trong họ Thiến thảo. Loài này được Kotschy mô tả khoa học đầu tiên năm 1866.